# Tomáš Vyoral
Tomáš Vyoral, né le 28 septembre 1992 à Weißenfels, en Allemagne, est un joueur tchèque de basket-ball, évoluant au poste de meneur.

## Palmarès
- Champion de Tchéquie 2012, 2018, 2019
- Coupe de Tchéquie 2012, 2018, 2019
- Alpe Adria Cup 2020
- Finaliste du championnat d'Europe des moins de 16 ans 2008